# Ласи, Джон де, 1-й граф Линкольн
Джон де Ласи (англ. John de Lacy; около 1192 — 22 июня 1240) — английский аристократ, 1-й граф Линкольн (с 1232 года). Участвовал в Первой баронской войне, поставил свою подпись под Великой хартией вольностей. Позже принимал участие в Пятом крестовом походе, в мятежах против королевского советника Хьюберта де Бурга. В конце жизни примирился с короной.

## Биография
Джон де Ласи принадлежал к одной из наиболее знатных и влиятельных английских семей, обосновавшейся в королевстве сразу после нормандского завоевания. Его отец, Роджер де Ласи, владел более чем сотней рыцарских фьефов в Северной и Центральной Англии, а также рядом укреплённых замков, включая Понтефракт в Йоркшире. Джон родился примерно в 1192 году. После смерти отца в 1211 году он как старший сын унаследовал семейные владения и должность констебля Честера, но вступить в свои права смог только через два года, когда достиг совершеннолетия. Король Джон Безземельный обязал Ласи выплатить в течение трёх лет огромный рельеф, семь тысяч марок, и взял в залог Понтефракт и замок Донингтон в Лестершире. В 1214 году он вернул Донингтон, но взял в заложники младшего брата Ласи.
Некоторое время Джон был союзником короля. В 1214 году он участвовал в неудачном походе в Пуату, в 1215 году вместе с монархом принял крест. Но в это время многие бароны восстали против Джона Безземельного; когда на сторону мятежников перешёл Лондон, Ласи тоже к ним примкнул. Он был в числе 25 лордов, которые подписали Великую хартию вольностей. Ласи возглавил войска повстанцев в Йоркшире и Ноттингемшире, но повёл себя нерешительно. В начале 1216 года он перешёл на сторону короля, отказавшегося соблюдать условия Хартии, после смерти Джона Безземельного в октябре того же года вернулся к мятежникам, а после поражения при Линкольне в мае 1217 года подчинился новому королю, Генриху III.
Теперь Ласи решил исполнить свой обет. В 1218 году он отправился вместе со своим сюзереном Ранульфом де Блондевилем, 6-м графом Честерским и 1-м графом Линкольном, в Святую землю. Это был Пятый крестовый поход, целью которого стало освобождение Иерусалима от мусульман. Боевые действия развернулись в районе Дамиетты в Египте, и крестоносцы не смогли добиться успеха. В 1220 году Ласи вместе с Блондевилем вернулся в Англию. Свою связь с графом Джон укрепил женитьбой на его племяннице — Маргарет де Квинси. В 1221 году Ласи поддержал корону в её борьбе с мятежником Уильямом де Форсом, графом Омальским, в 1223—1224 годах он вместе с другими баронами боролся против главного юстициария Хьюберта де Бурга, но позже снова стал лоялен власти. В 1225 году Ласи поставил свою подпись под новым вариантом Великой хартии, соблюдать которую согласился Генрих III, в 1226 году он исполнял обязанности королевского судьи в Ланкашире и Линкольншире, в 1227 году был в составе посольства, которое вело в Антверпене переговоры с немецкими князьями, а в 1230 году участвовал в неудачном французском походе Генриха. После этого похода Ласи содействовал заключению перемирия, и король в благодарность пожаловал ему два поместья в Йоркшире и Линкольншире.
В 1232 году Джон снова был в числе оппозиционных баронов, выступивших против Хьюберта де Бурга. На этот раз де Бург был отстранён от власти и отправлен в тюрьму. Вскоре в жизни Ласи наметился важный поворот: Ранульф де Блондевиль умер бездетным, и титул графа Линкольн перешёл к его сестре Хависе, тёще Джона, а она передала это наследство зятю. В результате Ласи стал графом, получил треть всех налоговых поступлений от Линкольншира и часть обширных земельных владений графов Честерских.
В 1233 году Ласи поддержал короля во время мятежа Ричарда Маршала, 3-го графа Пембрука. В 1237 году он входил в состав посольств, ездивших в Шотландию и Уэльс; тогда же, после смерти Джона Шотландского, графа Хантингдона, Генрих III передал Джону управление Чеширом. В источниках этих лет граф упоминается как один из непопулярных в народе советников короля (наряду с Симоном де Монфором). 22 июля 1240 года Джон умер в возрасте примерно 48 лет. Он был похоронен рядом с отцом в цистерцианском аббатстве Стенло в Ланкашире.

## Семья
Джон де Ласи был женат первым браком на Элис л’Эгль, дочери Гилберта л’Эгля, барона Певенси, и Изабеллы де Варенн. После смерти супруги он женился во второй раз — на Маргарет де Квинси, дочери Роджера де Квинси и Хависы Честерской, внучке Сэйра де Квинси, 1-го графа Уинчестера. В первом браке родилась дочь Джоан, во втором — сын и дочь, Эдмунд, 2-й граф Линкольн, и Мод, жена Ричарда де Клера, 6-го графа Глостерского.